# YDUQS
YDUQS é uma holding de capital aberto com foco no ensino superior, fundada em 1970 no Rio de Janeiro, Brasil. Em 2021, foi a segunda maior empresa de educação superior no Brasil em receita, atrás somente da Cogna Educação.
Seu antigo nome, Estácio, vem do Cavaleiro português e Oficial Militar Estácio de Sá, que foi o fundador da cidade do Rio de Janeiro. A Universidade Estácio de Sá, de propriedade da YDUQS, é a segunda maior universidade do Brasil,[carece de fontes?] com mais de 311.900 estudantes em 57 campi em todo o país, 39 dos quais estão localizados no estado do Rio de Janeiro.
Atualmente, atua em todo o Brasil por meio de 2.604 polos de ensino à distância, 103 campi, 66 instituições de ensino superior e mais de 1,3 milhão de alunos matriculados.

## Aquisições
Em 2015, o grupo comprou a Faculdade de Castanhal, em Castanhal, Pará, por R$ 26 milhões.
Em  2019, adquiriu o Centro Universitário Toledo (Unitoledo) – que se tornou a marca premium de ensino do grupo – por 102,5 milhões. No mesmo ano, a instituição adquiriu também a Faculdade Ibmec, a Wyden Educacional (que inclui Faculdade Martha Falcão, Unimetrocamp, UniFacid, UniFBV, Facimp, UniRuy, Unifavip, Unifanor e Faci) e a Damásio Educacional.
Em 4 de junho de 2020, foi adquirido o Grupo Athenas Educacional.
Em 2024, anunciou a aquisição da faculdade Newton Paiva, de Belo Horizonte, a instituição que conta com dois campi e 7.643 alunos será acrescentada a marca Wyden.
Em dezembro de 2024, adquiriu a Edufor no Maranhão. Com a aquisição, a companhia incorporou 118 vagas para o curso de Medicina, ampliando sua capacidade.

## Instituições de ensino

### Universidades
- Universidade Estácio de Sá (UNESA)

### Centros Universitários
- Centro Universitário Estácio da Bahia (Estácio FIB)
- Centro Universitário Estácio da Amazônia
- Centro Universitário Estácio de Belo Horizonte
- Centro Universitário Estácio de Brasília
- Centro Universitário Estácio Meta de Rio Branco
- Centro Universitário Estácio de Ribeirão Preto
- Centro Universitário Estácio de Santa Catarina
- Centro Universitário Estácio de Sergipe
- Centro Universitário Estácio de São Paulo
- Centro Universitário Estácio do Ceará
- Centro Universitário Estácio do Recife
- Centro Universitário Estácio Juiz de Fora
- Centro Universitário Estácio São Luiz
- Centro Universitário Estácio do Pantanal[13]
- Centro Universitário UniFanor (UniFanor)
- Centro Universitário UniMetrocamp Wyden (UNIMETROCAMP)
- Centro Universitário UniRuy (UniRuy)
- Centro Universitário Toledo (UNITOLEDO)
- Centro Universitário do Vale do Ipojuca (UniFavip)
- Centro Universitário Wyden em Teresina (UniFacid)
- Centro Universitário Wyden em Recife (UniFBV)

### Faculdades
- Faculdade Damásio
- Faculdade Estácio do Amazonas
- Faculdades Ibmec (IBMEC)
- Faculdade Martha Falcão
- Faculdade Ideal (Faci)[14]
- Faculdade de Imperatriz (Facimp)
- Faculdade Estácio de Sá (diversas)

### Outros
- Qconcursos[15]
- Ensineme